# Чернявский, Георгий Иосифович
Гео́ргий Ио́сифович Черня́вский (род. 29 ноября 1931, Харьков) — советский и американский историк, музеолог, публицист. Доктор исторических наук, профессор.

## Биография
Георгий Иосифович Чернявский родился 29 ноября 1931 года в Харькове (тогда столица Украинской ССР). В 1954 году окончил исторический факультет Харьковского университета. По окончании университета занимался проблемами болгарской истории XX века, болгаро-российских отношений, историографии и источниковедения истории Болгарии, истории славяноведения в России (СССР). В 1959 году защитил кандидатскую диссертацию по истории молодёжного движения в Болгарии в 20-х годах XX в. (научный руководитель — профессор С. И. Сидельников), в 1969 году — докторскую диссертацию, посвящённую политической истории Болгарии во второй половине 20-х годов.
Член КПСС с 1960 года. Вышел из компартии по политическим причинам в 1988 г.
С 1959 году работал в Харьковском библиотечном институте (позже Харьковский институт культуры, ныне Харьковская государственная академия культуры) вначале на кафедре культурно-просветительной работы (читал курс истории культурно-просветительной работы и опубликовал в соавторстве с А. П. Виноградовым и С. А. Пиналовым ряд учебных пособий по этому курсу), а затем на кафедре истории (позже истории и музеологии), которую возглавлял с 1973 по 1996 г. Являлся инициатором подготовки историков-музеологов на Украине на соответствующем отделении Академии культуры. Читал курс новейшей истории зарубежных стран. Одновременно читал на историческом факультете Харьковского университета специальные курсы источниковедения и историографии новой и новейшей истории, являлся автором учебных программ по этим курсам.
Под руководством Г. И. Чернявского была подготовлена большая группа кандидатов исторических наук, ряд из которых позже защитили докторские диссертации.
С 1996 года Г. И. Чернявский жил в Балтиморе (США), сотрудничает с Университетом Джонса Хопкинса, где является приглашённым исследователем.
Жена и соавтор — Дубова Лариса Леонидовна, историк, искусствовед.

## Вклад в науку
Со второй половины 80-х годов XX века Георгий Иосифович, изначально занимавшийся изучением истории Болгарии и русско-болгарских отношений, занялся исследованием также проблемы истории России (СССР) и Германии. Самостоятельно и в соавторстве он опубликовал свыше 50 книг (монографий, сборников статей, археографических публикаций и др.) и более 400 статей, рецензий, документальных очерков и т. д. В последние годы активно занимается исторической публицистикой.
В 60-80-х годах он опубликовал ряд книг и много статей по истории Болгарии в XX в. Эти работы были посвящены рабочему молодёжному движению в 20-е годы, русским эмигрантам в Болгарии, стабилизационным процессам в стране во второй половине 20-х годов, откликам в СССР на события в Болгарии, советской и западной историографии болгарской истории и т. д.
В последние 30 лет разработка болгарской проблематики продолжилась на новом уровне, с привлечением ранее недоступных архивных материалов и постановкой и разработкой проблем, находившихся прежде под запретом в странах советского блока. Совместно с профессором Туро-колледж (Нью-Йорк) Л. Л. Дубовой опубликовал в Издательстве Болгарской академии наук монографию «Опыт беды и выживания» (посвящена судьбе евреев Болгарии в годы Второй мировой войны). В книге доказано, что болгарский народ не был народом-праведником, спасшим всех евреев страны от гитлеровского геноцида (эта легенда широко распространена в публицистике и даже в некоторых научных изданиях), что евреи Фракии и Македонии, болгарских земель, присоединённых к стране по воле Гитлера, были переданы болгарскими властями немцам и почти все погибли в лагерях смерти. В соавторстве с доктором исторических наук, действительным членом Болгарской академии наук М. Г. Станчевым опубликовал в том же издательстве книги о видном болгарском политическом деятеле и просветителе Георгии Бакалове и о связях Л. Д. Троцкого с Болгарией и её политическими деятелями. Г. И. Чернявский и М. Г. Станчев опубликовали монографии о видном болгарском, румынском и советском политическом деятеле Крыстю (Христиане Георгиевиче) Раковском (в подготовке книги о Раковском как дипломате участвовал также В. А. Головко) и сборник документов о его деятельности.
Г. И. Чернявский подробно проанализировал в монографии «Тень Люциферова крыла» черты сходства и отличия между классическими тоталитарными системами, существовавшими в нацистской Германии и большевистской России (СССР), причем выявил этапы становления, зрелости и кризиса этих тоталитарных систем.
В июле 2010 году в московском издательстве «Молодая гвардия» вышла написанная им биография Л. Д. Троцкого (серия «Жизнь замечательных людей»). Эта книга, автор которой впервые стремится дать взвешенный всесторонний анализ развития Троцкого не только как политического деятеля, но и как личности с порой интимными подробностями его биографии, вызвала оживлённую дискуссию и далеко не однозначные оценки. В 2012 г. в том же издательстве была опубликована книга Чернявского «Франклин Рузвельт», в которой рассматриваются все этапы деятельности выдающегося американского президента, причем особое внимание обращено на личный вклад Рузвельта в преодоление экономического кризиса 1929—1933 гг. и в победу союзных стран во Второй мировой войне. В 2019 г. книга была переиздана. В следующие годы в серии "Жизнь замечательных людей"  были опубликованы биографические работы о Дж. Кеннеди, Г. Трумэне, Д. Эйзенхауэре, российском политическом деятеле П. Н. Милюкове (совместно с Л. Л. Дубовой). Этими же авторами опубликованы биографии президента США Р. Никсона и видного военного деятеля и дипломата Д. Маршалла в харьковском издательстве Федорко. Вместе с доктором исторических наук Ю. Г. Фельштинским Г. И. Чернявский опубликовал биографию выдающегося британского писателя и общественного деятеля Дж. Оруэлла. Г. И. Чернявским разработана методология подготовки научно-популярных биографий, основой которой является изучение деятельности героя сквозь призму его времени и анализ социально-политических внутренних и международных событий с точки зрения персонажа. Совместно с Ю. Г. Фельштинским Г. И. Чернявский работает над археографической подготовкой к изданию документов по истории России (СССР) из архивов США и других стран. Ими опубликованы коллекции документов по истории большевистского террора в годы гражданской войны, партии социалистов-революционеров, письма Л. Б. Красина и др. В Интернете опубликован «Архив Л. Д. Троцкого» в девяти томах. В марте 2010 г. завершена подготовка обширной публикации документов по истории противоречий и конфликтов в российской социал-демократии после революции 1905—1907 гг. из коллекции Б. И. Николаевского в Гуверовском институте войны, революции и мира (Калифорния, США), которая с июня 2010 г. по апрель 2012 г. публиковалась в журнале «Вопросы истории» (Москва) под рубрикой «Политический архив XX века». В 2011 г. в издательстве Эксмо (Москва) вышел трёхтомник «Сталин» Л. Д. Троцкого (в двух книгах), археографическая подготовка которого (вступительная статья, предисловия к томам, примечания, указатели) осуществлена Ю. Г. Фельштинским и Г. И. Чернявским. А в 2012—2013 гг. издательство Центрполиграф (Москва) опубликовало четырёхтомник этих авторов, посвящённый Л. Д. Троцкому. Этот труд является наиболее полной биографией Троцкого в мировой исторической литературе, на что обращает внимание издательство в специальной аннотации, открывающей каждый том. В 2010 году совместно Фельштинский и Чернявский завершили подготовку биографии российского политического деятеля, историка и археографа Б. И. Николаевского, которая выпущена издательством Центрполиграф (Москва) в 2012 году под заголовком «Через века и страны». Г. И. Чернявский опубликовал в журналах и сборниках несколько мемуарных фрагментов, посвящённых его встречам и контактам с учёными и общественными деятелями, а в 2019 году обширную мемуарную книгу "Из глубин памяти историка", посвящённую в основном профессиональной деятельности. В 2020 году мемуары были переизданы с обширными дополнениями. Большое внимание он уделяет историографии и научной критике. В журналах «Вопросы истории», «Новая и новейшая история», «Славяноведение» и др. им опубликованы около 150 рецензий на труды болгарских, российских (советских), американских и других учёных.

## Научно-организационная работа
Г. И. Чернявский проводит большую научно-организационную работу. С середины 60-х годов XX века он являлся членом организационных комитетов всесоюзных конференций историков-славистов. Две из них были проведены в Харькове. Он активно участвовал в двух международных конгрессах по болгаристике, проходивших в Софии в конце 80-х — начале 90-х годов. Он являлся членом специализированных советов по защите докторских и кандидатских диссертаций на историческом факультете Харьковского университета и в Харьковском институте культуры. В первой половине 90-х годов являлся председателем специализированного совета по защите докторских диссертаций Института культуры по проблемам культурологии, библиотечного и музейного дела.
С 1992 по 1996 г. Г. И. Чернявский являлся председателем правления Межреспубликанской научной ассоциации болгаристов, охватывавшей специалистов по истории Болгарии, болгарскому языку и литературе и другим отраслям, связанным с этой страной. Под его непосредственным руководством ассоциация провела несколько представительных международных научных конференций с участием не только украинских учёных, но также специалистов из Германии, Франции, США, Болгарии, стран СНГ. Наиболее значительная из них — «Тоталитаризм и антитоталитарные движения» — состоялась в Харькове в сентябре 1993 г. Материалы конференции опубликованы в двух томах.
Помимо руководства аспирантами и соискателями учёной степени, Г. И. Чернявский участвует в подготовке научных кадров путём оппонирования на защитах докторских и кандидатских диссертаций.

## Награды
Г. И. Чернявский является лауреатом Ломоносовской премии (Москва). Он награждён болгарским орденом Кирилла и Мефодия Первой степени и Большой золотой медалью Софийского университета за вклад в развитие исторической болгаристики.

## Важнейшие труды с 1990 г
- В борьбе против самовластья: Х. Г. Раковский в 1927—1941 гг. — Харьков: Ин-т культуры, 1993 (совместно с М. Г. Станчевым). ISBN 5-7707-2129-4
- Между Москвой и Западом: Дипломатическая деятельность Х. Г. Раковского. — Харьков: Око, 1994 (совместно с В. А. Головко и М. Г. Станчевым). ISBN 5-7098-0022-8
- Khristian Rakovsky en exil (1928-1934). // Cahiers Leon Trotsky. -- 1994. -- N 52.
- Фарс на крови. — Харьков: Око, 1997 (совместно с М. Г. Станчевым). ISBN 025-526-011-1
- Архив Троцкого, тт. 1—2. — Харьков: Око, 1999, 2001 (совместно с Ю. Г. Фельштинским и М. Г. Станчевым). ISBN 926-526-654-5; ISBN 966-526-031-6
- Протоколы заседаний ЦК партии эсеров (мюнь 1917 — март 1918 г.) с комментариями В. М. Чернова // Вопросы истории. — 2000. — № 7—10 (совместно с Ю. Г. Фельштинским).
- Л. Б. Красин. Письма жене и детям. 1917—1926 // Вопросы истории. — 2002. — № 1—5 (совместно с Ю. Г. Фельшинским).
- Тень Люциферова крыла. Большевизм и национал-социализм: Сравнительно-исторический анализ двух форм тоталитаризма. — Харьков: Око, 2003. ISBN 956-526-084-7
- Притчи о Правде и Лжи: Политические драмы двадцатого века. — Харьков: Око, 2003. ISBN 956-526-092-8
- Полковник П. Р. Бермонт-Овалов. Документы и воспоминания // Вопросы истории. — 2003. — № 1—2, 5—7 (совместно с Ю. Г. Фельштинским).
- [lib.ru/HISTORY/FELSHTINSKY/krasnyjterror1.txt Красный террор в годы Гражданской войны]: По материалам Особой следственной комиссии по расследованию злодеяний большевиков. / Под ред. докторов исторических наук Ю. Г. Фельштинского и Г. И. Чернявского. — M. Терра, 2004. ISBN 5-275-00971-2
- Новые притчи о Правде и Лжи: Политические драмы двадцатого века. — Харьков: Око, 2005. ISBN 966-526-097-9
- Георгий Бакалов: Политическая биография (с культурологическим компонентом). — София: Изд-во Болгарской академии наук им. проф. М. Дринова, 2006 (совместно с М. Г. Станчевым). ISBN 954-322-108-1
- Lenin and the Making of the Soviet State: A Brief History with Documents. — New York: Bedford / St.Martins, 2007 (with Jeffrey Brooks). ISBN 0-312-41266-5
- Опыт беды и выживания: Судьба евреев Болгарии в годы Второй мировой войны. — София: Изд-во Болгарской академии наук им. проф. М. Дринова, 2007 (совместно с Л. Л. Дубовой). ISBN 978-954-322-171-4
- Л. Д. Троцкий, Болгария и болгары. — София: Изд-во Болгарской академии наук им. проф. М. Дринова, 2008 (совместно с М. Г. Станчевым). ISBN 978-954-322-259-9
- Циркулярное письмо ОГПУ о борьбе с троцкизмом // Вопросы истории. — 2009. — № 11.
- Новые фальсификации «большого террора» // Вопросы истории. — 2009. — № 12.
- Лев Троцкий. — М.: Молодая гвардия, 2010. — 704 c. — (Жизнь замечательных людей). ISBN 978-5-235-03369-6. Второе издание: М.: Молодая гвардия, 2012. ISBN 978-5-235-03510-2.
- В преддверии полного раскола: Противоречия и конфликты в российской социал-демократии 1908—1912 гг. // Вопросы истории. — 2010, 2011, 2012. — № 6—12, 1—12, 1—4 (совместно с Ю. Г. Фельштинским).
- Л. Троцкий. Сталин. — М.: Эксмо, 2011. Тома 1—3 (в двух книгах) (совместно с Ю. Г. Фельштинским. Вводная статья, предисловия к томам, примечания, указатели, редакция). ISBN 978-5-699-48471-3; ISBN 078-5-699-448475-1
- Франклин Рузвельт. — М.: Молодая гвардия, 2012. — 560 c. — (Жизнь замечательных людей). — 6000 экз. — ISBN 978-5-235-03522-5.
- Через века и страны. Б. И. Николаевский. Судьба меньшевика, историка, советолога, главного свидетеля. — М.: Центрполиграф, 2012 (совместно с Ю. Г. Фельштинским). ISBN 978-5-227-03424-3
- Лев Троцкий. Революционер. — М.: Центрполиграф, 2012 (совместно с Ю. Г. Фельштинским). ISBN 978-5-227-03783-1
- Лев Троцкий. Большевик. — М.: Центрполитграф, 2012 (совместно с Ю. Г. Фельштинским). ISBN 978-5-227-03802-9
- Лев Троцкий. Оппозиционер. — М.: Центрполиграф, 2012 (совместно с Ю. Г. Фельштинским). ISBN 978-5-235-03369-6
- Лев Троцкий. Враг № 1. — М.: Центрполиграф, 2013 (совместно с Ю. Г. Фельштинским). — ISBN 978-5-227-04154-8.
- 25-летие Кубинского ракетного кризиса 1962 года: Конференция американских и советских политиков и учёных в Кембридже (Масс.) // Вопросы истории. — 2013. — № 3—6 (совместно с Л. Л. Дубовой).
- Тайны истории: Красный террор в годы гражданской войны. — М.: Терра, Книжный клуб, 2013 (совместно с Ю. Г. Фельштинским). ISBN 978-5-4224-6653-1
- Исторический контекст «Скотского хутора» Дж. Оруэлла в его переписке // Вопросы истории. — 2013. — № 12 (совместно с Ю. Г. Фельштинским).
- Клан Кеннеди. — М.: Молодая гвардия, 2014. — 736 c. — (Жизнь замечательных людей). — 5000 экз. — ISBN 978-5-235-03646-8 (совместно с Л. Л. Дубовой).
- Ю. О. Мартов. 1917—1922: Письма и документы. — М.: Центрполиграф, 2014 (совместно с Ю. Г. Фельштинским). ISBN 978-5-227-04942-1
- Жизненный путь Христиана Раковского. Европеизм и большевизм: Неоконченная дуэль. — М.: Центрполиграф, 2014 (совместно с М. Г. Станчевым и М. В. Тортикой). ISBN 978-5-227-05277-3
- Джордж Оруэлл: Жизнь, труд, время. — М.: Книжный клуб Книговек, Терра, 2014 (совместно с Ю. Г. Фельштинским). ISBN 978-5-4224-0889-4
- Л. Б. Красин. Письма жене и детям (1917—1926). М.: Директ-Медиа, 2014 (совместно с Ю. Г. Фельштинским). — ISBN 978-5-4475-170-7. В нарушение авторского права книга издана без указания авторов (пиратское издание).
- Троцкий против Сталина: Эмигрантский архив Троцкого. 1929—1932. — М.: Центрполиграф, 2014 (совместно с Ю. Г. Фельштинским). ISBN 978-5-227-05590-3
- Троцкий против Сталина: Эмигрантский архив Троцкого. 1933—1936. — М.: Центрполиграф, 2015 (совместно с Ю. Г. Фельштинским). ISBN 978-5-227-05667-2
- Милюков. — М.: Молодая гвардия, 2015 (совместно с Л. Л. Дубовой). (Жизнь замечательных людей). ISBN 978-5-235-03794-6
- Эйзенхауэр. — М.: Молодая гвардия, 2015 (совместно с Л. Л. Дубовой) . — 432 c. — (Жизнь замечательных людей). — 4000 экз. — ISBN 978-5-235-03847-9.
- Меньшевики в революции. — М.: Книжный клуб Книговек, Терра, 2016 (совместно с Ю. Г. Фельштинским). ISBN 978-5-4224-1162-7
- Гарри Трумэн. — М.: Молодая гвардия, 2016 (совместно с Л. Л. Дубовой). (Жизнь замечательных людей). ISBN 978-5-235-03891-2
- Ричард Никсон. — Харьков: Федорко, 2018 (совместно с Л. Л. Дубовой). ISBN 978-617-7298-87-7
- Рональд Рейган. — М.: Молодая гвардия, 2018 (совместно с Л. Л. Дубовой). (Жизнь замечательных людей). ISBN 978-5-235-04141-7
- Джордж Маршалл: Стратег, дипломат, человек. Повесть о том, чьим именем был назван знаменитый план. — Харьков: Федорко, 2018 (совместно с Л. Л. Дубовой). ISBN 978-617-7298-87-7
- Троцкий и Сталин: Смертельный конфликт личностей и позиций. — М.: Книжный клуб Книговек, Терра, 2018 (совместно с Ю. Г. Фельштинским). ISBN 978-5-4224-1458-1
- Карл Радек: Повесть о бесчисленных обличьях революционера, дипломата и публициста, политика и политикана, циника и острослова, оппозиционера и холопа. — М.: Книжный клуб Книговек, Терра, 2019 (совместно с Ю. Г. Фельштинским). ISBN 978-5-4224-1509-0
- Оруэлл. — М.: Молодая гвардия, 2919 (совместно с Ю. Г. Фельштинским). (Жизнь замечательных людей). ISBN 978-5-235-04244-5
- Франклин Рузвельт. — М.: Молодая гвардия, 2019. (Жизнь замечательных людей). 542 с. Издание второе. ISBN 978-5-235-04109-7
- Из глубин памяти историка. — Харьков: Федорко, 2019. 660 с. ISBN 978-617-7664-31-3
- Президенты США. — М.: Молодая гвардия, 2019. 767 с. (Жизнь замечательных людей) (совместно с Л. Л. Дубовой). ISBN 978-5-235-04319-0
- Рузвельт Первый: Теодор Рузвельт и пути американского прогрессизма. — Харьков: Федорко, 2020. 708 с. (совместно с Л. Л. Дубовой). ISBN 978-617-7664-48-1
- Аллен Даллес. — М.: Молодая гвардия, 2020. 367 с. (Жизнь замечательных людей) (совместно с Л. Л. Дубовой). ISBN 978-5-235-04422-7
- Семейство Бушей в истории Соединенных Штатов Америки на рубеже веков. — Харьков: Федорко, 2020. 697 с. (совместно с Л. Л. Дубовой). ISBN 978-617-7664-53-5
- Из глубин памяти историка. Издание второе, дополненное. — Харьков: Федорко, 2020. 753 с. ISBN 978-617-7664-31-3
- Русский Голливуд: Выходцы из российского пространства и их потомки на фабрике грез. - М.: Молодая гвардия, 2021. 463 с. (Жизнь замечательных людей) (совместно с Л. Л. Дубовой). ISBN 978-5-235-04461-6
- Народ Соединенных Штатов Америки в период Второй мировой войны: Внутренний фронт на фоне фронтов подлинных. Харьков: Федорко, 2021. 626 с. (совместно с Л. Л. Дубовой). ISBN 978-617-7664-66-5
- Кирк Дуглас: Король Голливуда. Харьков: Федорко, 2022 (совместно с Л.Л. Дубовой). ISBN 978-617-7664-80-1
- Архив Л. Д. Троцкого. Документы. Тома 1-9 (совместно с Ю. Г. Фельштинским) (Интернет).

## Произведения (дополнительно)
1. Георгий Чернявский Когда на самом деле родился Сталин и почему это важно. (недоступная ссылка) XX ВЕК / XX CENTURY, ИСТОРИЯ РОССИИ И СССР / RUSSIAN HISTORY № 210, March 26, 2004
2. Георгий Чернявский Иосиф Григулевич: учёный и убийца. mirror. Вестник online № 25(284) 4 декабря 2001 г.
3. Георгий Чернявский Немецкие деньги Ленина: легенды и документы. Вестник online № 8(267) 10 апреля 2001 г.
4. Георгий Чернявский Как большевики убили Александра Блока Вестник online № 5(238), 29 февраля 2000
5. Георгий Чернявский Письма Владимира Короленко — зеркало большевистского террора Вестник online № 19(278) 11 сентября 2001 г.
6. Георгий Чернявский Феномен Литвинова XX ВЕК / XX CENTURY, ИСТОРИЯ РОССИИ И СССР / RUSSIAN HISTORY № 206 January 22, 2004
7. Георгий Чернявский Феномен Литвинова. Продолжение XX ВЕК / XX CENTURY, ИСТОРИЯ РОССИИ И СССР / RUSSIAN HISTORY № 207 February 4, 2004
8. Георгий Чернявский Феномен Литвинова. Окончание. XX ВЕК / XX CENTURY, ИСТОРИЯ РОССИИ И СССР / RUSSIAN HISTORY № 208 February 18, 2004